# Fort de Guentrange
Le fort de Guentrange (Feste Obergentringen en allemand) est un groupe fortifié construit par l’armée allemande pendant la première annexion. Il domine la ville de Thionville dans le département français de la Moselle.

## Contexte historique
Construit au début du XXe siècle, le fort faisait partie d’un programme de fortifications plus vaste, appelé Moselstellung et englobant des forteresses disséminées entre Thionville et Metz, dans la vallée de la Moselle. L’objectif de l’Allemagne était de se protéger contre une attaque française visant à reprendre l'Alsace-Lorraine, soit l’Alsace et la Moselle, à l’Empire allemand. À partir de 1899, le plan Schlieffen de l’état-major allemand conçut les fortifications de la Moselstellung, entre Metz et Thionville, comme un verrou destiné à bloquer l’avance éventuelle des troupes françaises en cas de conflit. Ce concept de ligne fortifiée sur la Moselle constituait une innovation significative par rapport au système Séré de Rivières développé par les Français et aux forts von Biehler érigés par les Allemands. Il inspira plus tard les ingénieurs de la ligne Maginot.

## Construction et aménagements

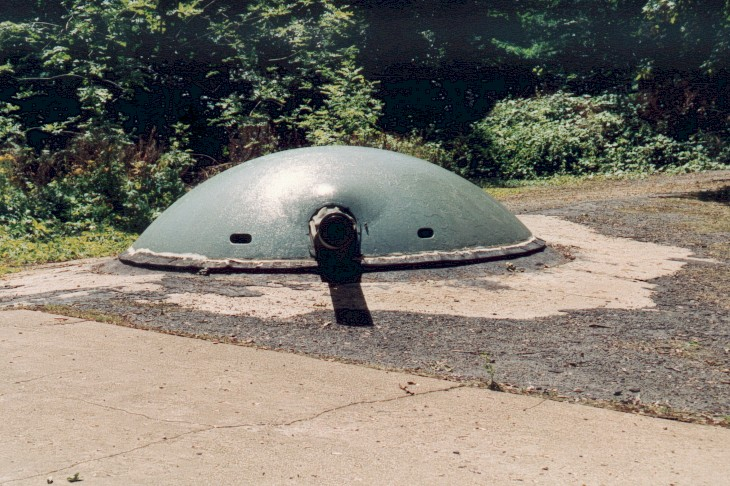
Une des tourelles de la batterie nord.

Il a été construit par les Allemands après l’annexion de la Moselle entre 1899 et 1906. La Feste Ober-Gentringen (le nom donné par les Allemands au fort) était défendue par une garnison de près de 2 000 hommes (soit trois à quatre compagnies d'infanterie). Comme le fort de Plappeville sur les hauteurs de Metz, le fort Ober-Gentringen comportait deux batteries cuirassées, armées chacune de quatre canons courts de 100 mm. Il possède une caserne centrale avec trois niveaux et environ trois kilomètres de galeries souterraines dont certaines non exploitables. Sa façade, d’une austère simplicité, est caractéristique des forts de cette période.
La feste de Guentrange assurait, avec les fort d'Illange et fort de Kœnigsmacker, la protection de Thionville contre toute attaque française. En retrait du front principal, le fort ne subit pas d’attaque française pendant la Première Guerre mondiale.

## Affectations successives
En 1909, le 8e régiment d’artillerie à pied (Fussartillerie Regiment) prit possession du groupe fortifié. Il fut remplacé en 1913 par le 16e régiment d’artillerie à pied. En 1919, l’armée française investit à son tour les lieux. Le fort de Guentrange fut intégré dans le secteur fortifié de Thionville de la ligne Maginot dans les années 1930. 
Après la défaite de 1940, le fort servit de dépôt à l’armée allemande jusqu’à sa libération par l’armée américaine en 1944. Le fort de Guentrange fut ensuite réutilisé par l’armée française en tant que dépôt de munitions (notamment par le 25e RA) jusqu’en 1971. Le fort est aujourd’hui la propriété de la ville de Thionville et est entretenu par l’Amicale du Groupe Fortifié de Guentrange qui en assure des visites guidées.

## Seconde Guerre mondiale
Le 9 novembre 1944, pas moins de 1 299 bombardiers lourds B-17 et B-24 déversent 3 753 tonnes de bombes, de 1 000 à 2 000 livres, sur les ouvrages fortifiés et les points stratégiques situés dans la zone de combat de la IIIe armée. La plupart des bombardiers ayant largué leurs bombes sans visibilité, à plus de 20 000 pieds (6000 mètres), les objectifs militaires ont souvent été manqués. À Metz, les 689 chargements de bombes destinés à frapper sept forts désignés comme des cibles prioritaires, ne firent que des dégâts collatéraux. À Thionville et à Sarrebruck, le résultat est aussi peu concluant, prouvant une fois de plus l'inadéquation des bombardements massifs sur des objectifs militaires.